# Upplands runinskrifter 77
Runinskrift U 77, Råstastenen är en runsten i Råsta, Sundbyberg (tidigare Spånga socken), Uppland. Den finns i en trädgård vid gamla Råsta gård. Tidigare har även runstenen U 78 stått här, av vilken endast ett fragment återstår, placerat sedan 1976 på Sundbybergs museum.

## Inskriften
Translitterering av runraden:
hulmstin × auk × haosui × litu × raisa istain × iftir × iybiurn × faþur sin × auk × kiriþ × ifti
Normalisering till runsvenska:
Holmstæinn ok Hosvi letu ræisa stæin æftiʀ Iobiorn, faður sinn, ok Gyrið(?) æftiʀ.
Översättning till nusvenska:
Holmsten och Hosve lät resa stenen efter Jobjörn, sin fader, och Gyrid efter [honom]